# Dipoena provalis
Espèce
Dipoena provalis est une espèce d'araignées aranéomorphes de la famille des Theridiidae.

## Distribution
Cette espèce est endémique des États-Unis. Elle se rencontre en Utah et en Oregon.

## Description
La femelle holotype mesure 1,9 mm, les femelles mesurent de 1,5 à 2,0 mm.

## Publication originale
- Levi, 1953 : Spiders of the genus Dipoena from America north of Mexico (Araneae, Theridiidae). American Museum Novitates, no 1647, p. 1-39 (texte intégral).